# Триплатиналютеций
Триплатиналютеций — бинарное неорганическое соединение
платины и лютеция
с формулой LuPt3,
кристаллы.

## Получение
- Сплавление стехиометрических количеств чистых веществ:

{\displaystyle {\mathsf {3Pt+Lu\ {\xrightarrow {1780^{o}C}}\ LuPt_{3}}}}

## Физические свойства
Триплатиналютеций образует кристаллы
кубической сингонии,
пространственная группа P m3m,
параметры ячейки a = 0,4030 нм, Z = 1,
структура типа тримедьзолота AuCu3
.
Соединение конгруэнтно плавится при температуре ≈1780 °С .